# Colin Goldberg
Pour les articles homonymes, voir Goldberg.
 (février 2024).
La mise en forme du texte ne suit pas les recommandations de Wikipédia : il faut le « wikifier ».
Les points d'amélioration suivants sont les cas les plus fréquents. Le détail des points à revoir est peut-être précisé sur la page de discussion.
- Les titres sont pré-formatés par le logiciel. Ils ne sont ni en capitales, ni en gras.
- Le texte ne doit pas être écrit en capitales (les noms de famille non plus), ni en gras, ni en italique, ni en « petit »…
- Le gras n'est utilisé que pour surligner le titre de l'article dans l'introduction, une seule fois.
- L'italique est rarement utilisé : mots en langue étrangère, titres d'œuvres, noms de bateaux, etc.
- Les citations ne sont pas en italique mais en corps de texte normal. Elles sont entourées par des guillemets français : « et ».
- Les listes à puces sont à éviter, des paragraphes rédigés étant largement préférés. Les tableaux sont à réserver à la présentation de données structurées (résultats, etc.).
- Les appels de note de bas de page (petits chiffres en exposant, introduits par l'outil «  Source ») sont à placer entre la fin de phrase et le point final[comme ça].
- Les liens internes (vers d'autres articles de Wikipédia) sont à choisir avec parcimonie. Créez des liens vers des articles approfondissant le sujet. Les termes génériques sans rapport avec le sujet sont à éviter, ainsi que les répétitions de liens vers un même terme.
- Les liens externes sont à placer uniquement dans une section « Liens externes », à la fin de l'article. Ces liens sont à choisir avec parcimonie suivant les règles définies. Si un lien sert de source à l'article, son insertion dans le texte est à faire par les notes de bas de page.
- La présentation des références doit suivre les conventions bibliographiques. Il est recommandé d'utiliser les modèles {{Ouvrage}}, {{Chapitre}}, {{Article}}, {{Lien web}} et/ou {{Bibliographie}}. Le mode d'édition visuel peut mettre en forme automatiquement les références.
- Insérer une infobox (cadre d'informations à droite) n'est pas obligatoire pour parachever la mise en page.

Pour une aide détaillée, merci de consulter Aide:Wikification.
Si vous pensez que ces points ont été résolus, vous pouvez retirer ce bandeau et améliorer la mise en forme d'un autre article.
Colin Adriel Goldberg (né le 23 décembre 1971) est un artiste visuel américain reconnu pour son rôle dans le développement du Techspressionnisme, un mouvement artistique et social du XXIe siècle.
Goldberg a inventé le terme Techspressionnisme en 2011 comme titre d'une exposition solo à Southampton, New York. L'essai du catalogue a été écrit par l'historienne de l'art Helen Harrison, l'ancienne directrice du Pollock-Krasner House and Study Center. Cet essai a été la première utilisation du terme en imprimé.
Goldberg a ensuite écrit le Manifeste Techspressionniste en 2014, et le Techspressionnisme a été désigné pour la première fois comme un mouvement dans WIRED plus tard la même année.
En 2015, le terme a été utilisé pour la première fois à la télévision dans l'émission Art Loft de PBS.

## Jeunesse et Éducation
Colin Goldberg est né dans le Bronx, New York en 1971 de parents d'origine japonaise et juive. Il a grandi à l'extrémité est de Long Island.
L'artiste a exposé publiquement son travail pour la première fois en 1989 dans le cadre du East End Student Show au Parrish Art Museum. Élève de lycée dans les années 1980, Goldberg a créé ses premiers dessins et animations numériques sur l'ordinateur familial, un Commodore 64. Il a utilisé une variété d'outils d'entrée, notamment le light pen et le KoalaPad.
En utilisant un modem à bas débit, l'artiste adolescent a commencé à expérimenter les télécommunications sur des systèmes de babillards électroniques souterrains et s'est impliqué dans la demoscene qu'il a décrite comme un précurseur culturel de la scène artistique des NFT du début des années 2020.
Goldberg a étudié l'art plastique à Binghamton University sous la tutelle du peintre expressionniste abstrait Angelo Ippolito qui a été responsable de l'introduction de l'artiste à l'abstraction et l'a encouragé à déménager à New York après l'obtention de son diplôme.
En tant qu'étudiant de premier cycle, il a fait un stage à travers Long Island University, travaillant comme assistant de studio dans the Hamptons pour l'artiste Steve Miller. Goldberg a travaillé aux côtés de Robert Bardin, un sérigraphe de longue date pour Andy Warhol.

## New York

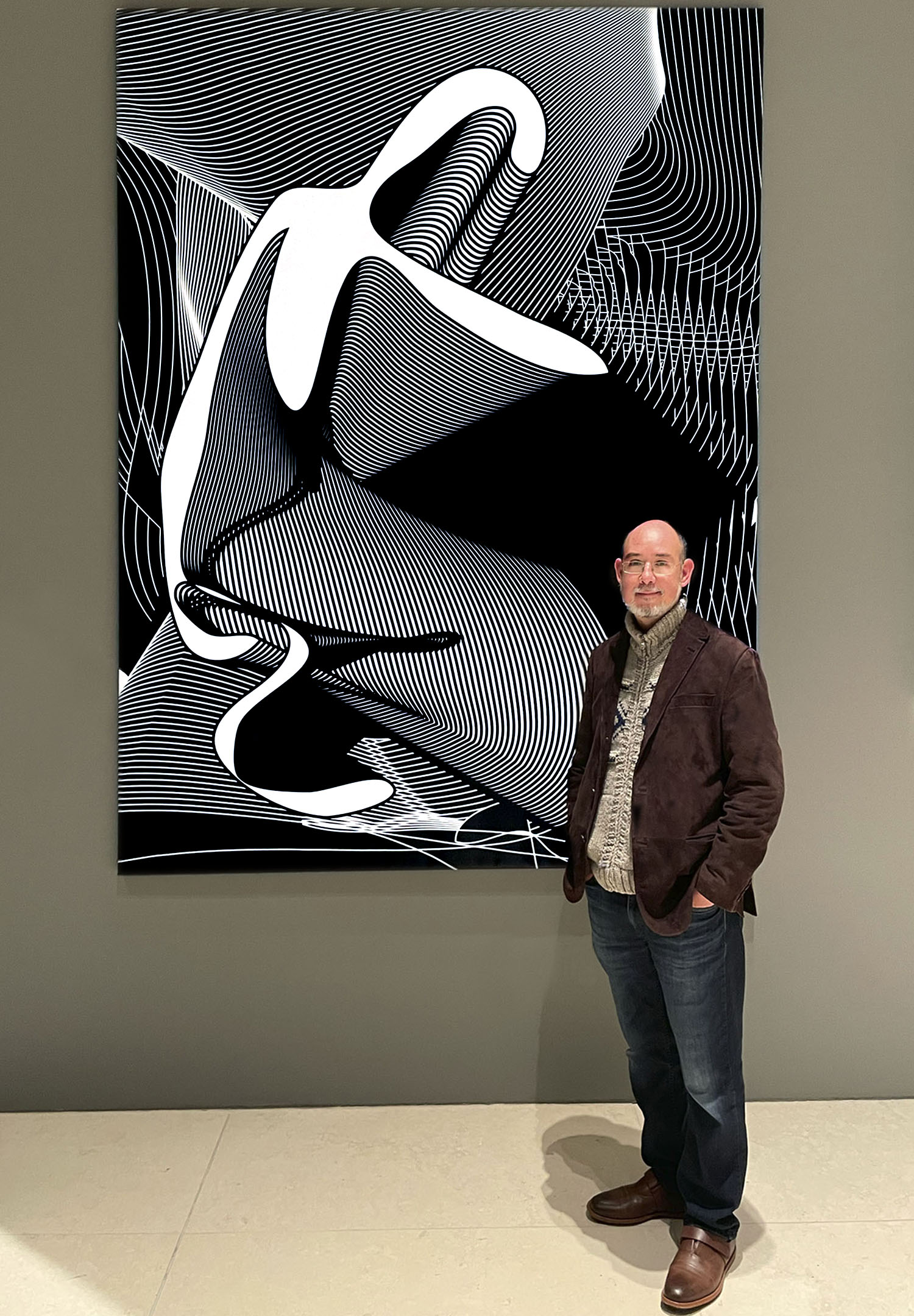
Colin Goldberg dans la tour Hearst, NYC avec Kneeling Icon, 2004-2022. Monoprint numérique sur vinyle avec NFT audiovisuel déclenché par la réalité augmentée. 100x75 pouces. Collection Hearst Corporation.

Après avoir terminé son diplôme de premier cycle en 1994, Goldberg a établi son premier studio dans un ancien bâtiment de banque à Williamsburg, Brooklyn avant de déménager dans le East Village de Manhattan peu après.
Au milieu des années 1990, Goldberg a appris le HTML et, en tant qu'artiste indépendant, a lancé des marques telles que Merrill Lynch, Snapple et Popular Science sur le web.  C'est à cette époque qu'il a commencé une série de dessins numériques basés sur des vecteurs, en utilisant les mêmes outils qu'il employait dans son travail commercial, tels que Adobe Illustrator.

## Ohio

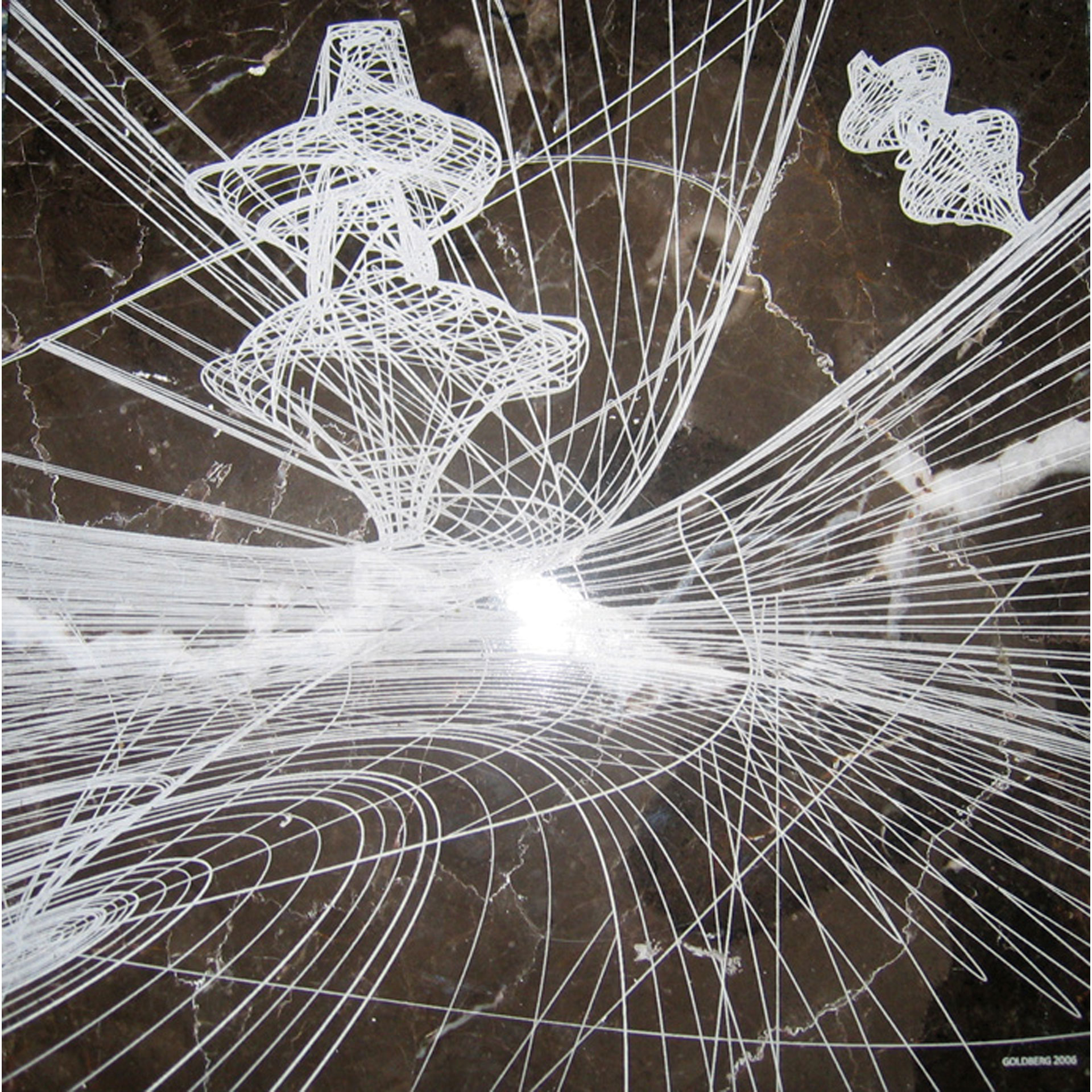
Colin Goldberg, Antispace Structures, 2006. Gravure laser sur marbre 12 x 12 x 1,5 pouces. Collection privée.

En 2005, Goldberg a obtenu une bourse complète pour le programme Master of Fine Art informatique à l'Université d'État de Bowling Green dans l'Ohio, où il a poursuivi ses études supérieures. Il y a créé un large corpus d'œuvres, dont une série de gravures laser sur marbre et bois.

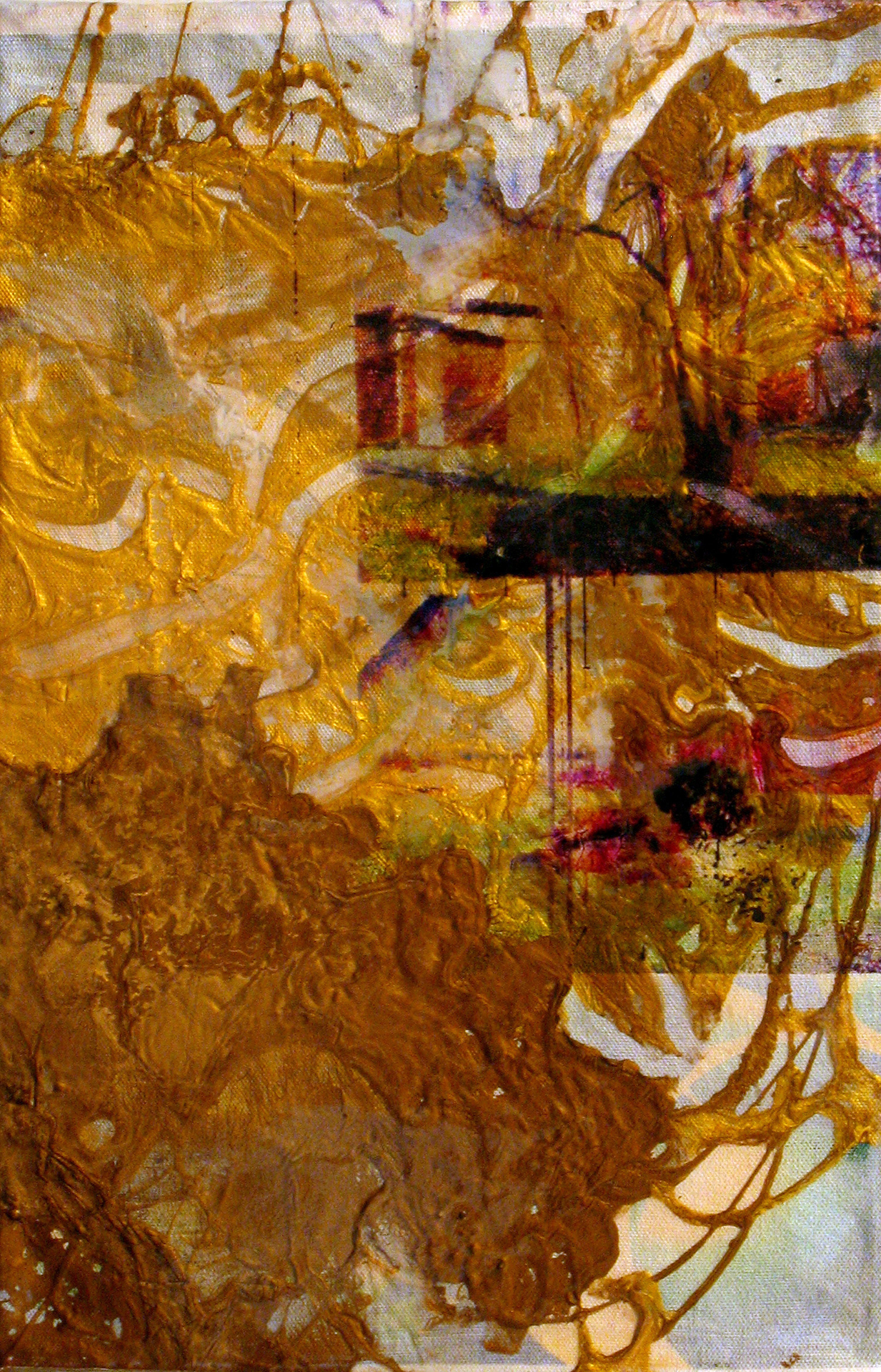
Colin Goldberg, Pollock’s Studio, 2005. Acrylique, glacis latex métallique, jet d'encre d'archives et polymère liquide sur toile. Collection permanente, Pollock-Krasner House and Study Center.

Peu après avoir commencé ses études supérieures, sa peinture Pollock's Studio a été acceptée dans la collection publique permanente du Pollock-Krasner House and Study Center à East Hampton, New York.

## Long Island
En 2013, alors qu'il vivait dans la ville de North Fork , Goldberg a reçu une bourse d'artiste de la Fondation Pollock-Krasner, qu'il a utilisée pour acheter une imprimante grand format pour son studio.
En 2014, il a exposé un panorama de son travail chez Glenn Horowitz Bookseller à East Hampton, New York. Le spectacle solo, organisé par l'artiste Scott Bluedorn, était accompagné d'un texte intitulé Le Manifeste Techspressionniste, qui s'inspirait des manifestes artistiques du passé, notamment le Manifeste du surréalisme et le Manifeste futuriste. Le texte comprenait une définition initiale du terme Techspressionnisme, un amalgame des définitions du Dictionnaire Oxford anglais de l'Expressionnisme et de la technologie.

## Style et influences artistiques
L'utilisation précoce de logiciels tels que Adobe Illustrator dans son œuvre a été inspirée par des artistes tels qu'Andy Warhol, que Goldberg a décrit comme "recontextualisant les outils commerciaux dans sa pratique".

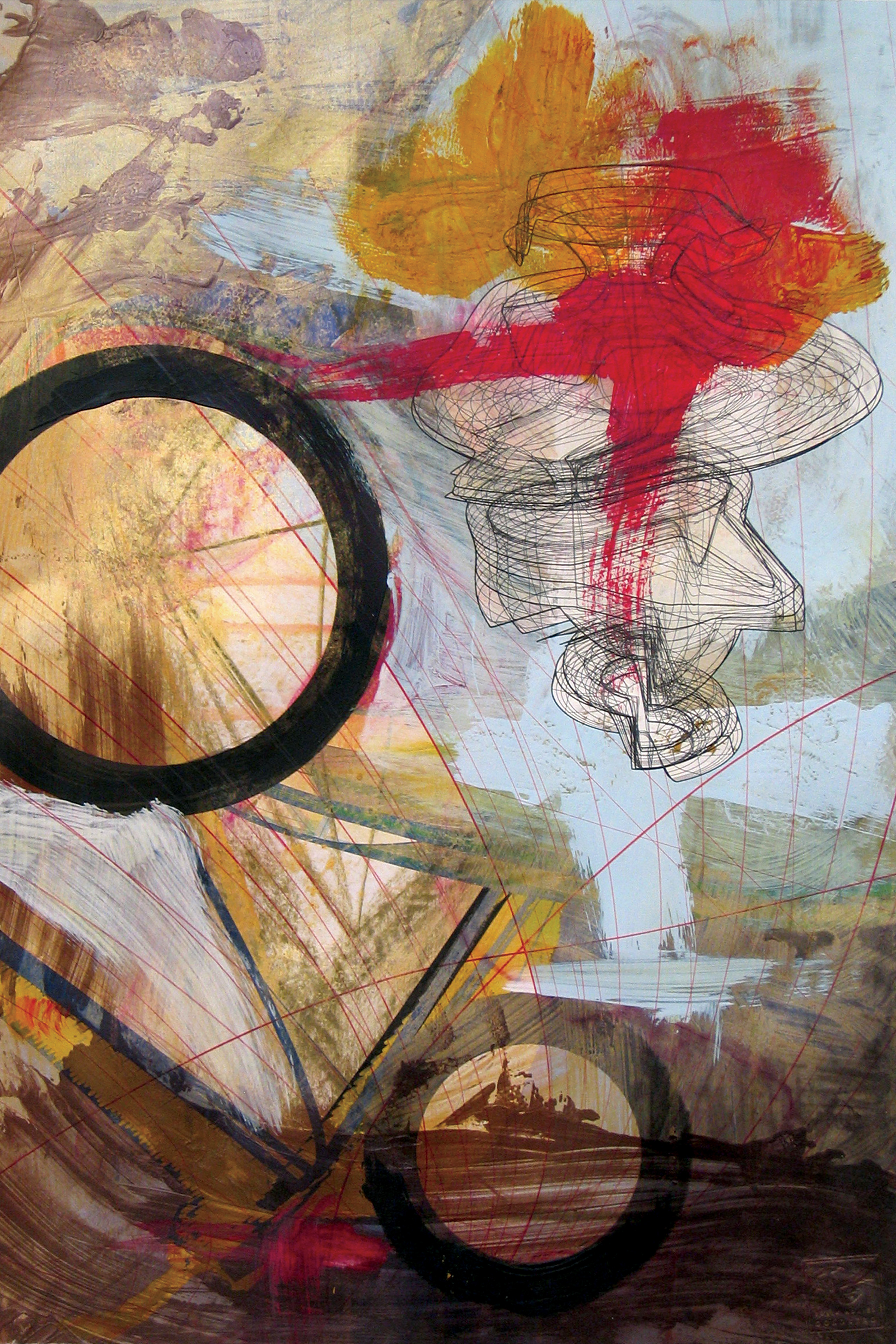
Colin Goldberg, Portals, 2006. Acrylique et jet d'encre d'archives sur papier, 18 x 12 pouces. Collection privée, Ohio.

Les intérêts de l'artiste pour l'art numérique et la peinture ont convergé dans sa série Wireframe, dans laquelle il a commencé à expérimenter avec l'exécution de surfaces peintes à travers son imprimante. Le style de Goldberg par rapport à ce corpus d'œuvres a été décrit comme "un chaos contrôlé".

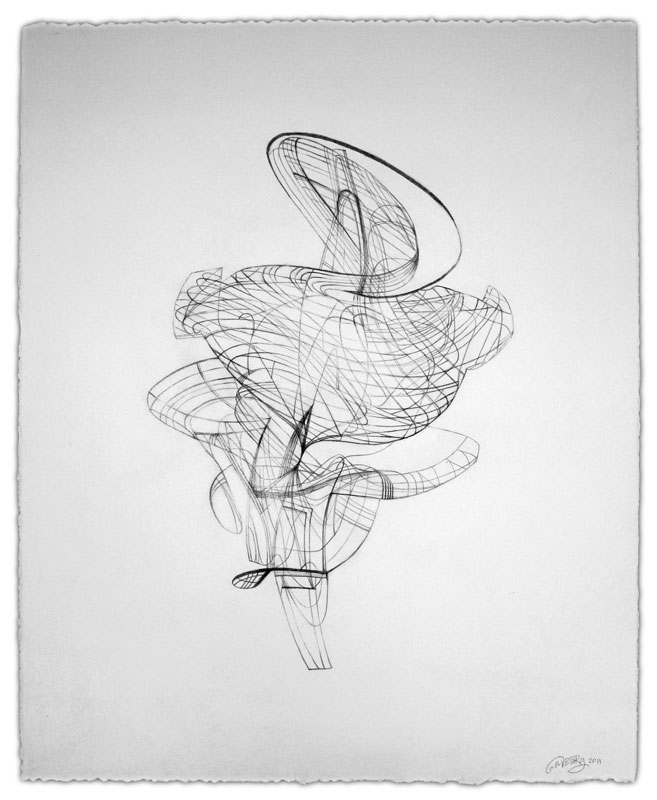
Colin Goldberg, Wireframe Drawing no. 1, 2011. Graphite sur papier Rives BFK 28 x 22,5 pouces.

Goldberg a également été fortement influencé par les peintres Expressionnistes abstraits tels que Franz Kline, dont l'utilisation d'un projecteur emprunté à Willem de Kooning a été l'inspiration pour une série de dessins au crayon qui ont été composés numériquement et exécutés à la main avec l'aide d'un projecteur.
D'autres influences incluent la grand-mère maternelle de l'artiste Kimiye Ebisu, une calligraphe accomplie qui enseignait le shodō à Hawaï et au Japon. L'influence de l'esthétique japonaise sur l'œuvre de l'artiste a été explorée par l'artiste et écrivain Eric Ernst, petit-fils du peintre surréaliste Max Ernst et fils de l'artiste expressionniste abstrait Jimmy Ernst.

## Commissariat

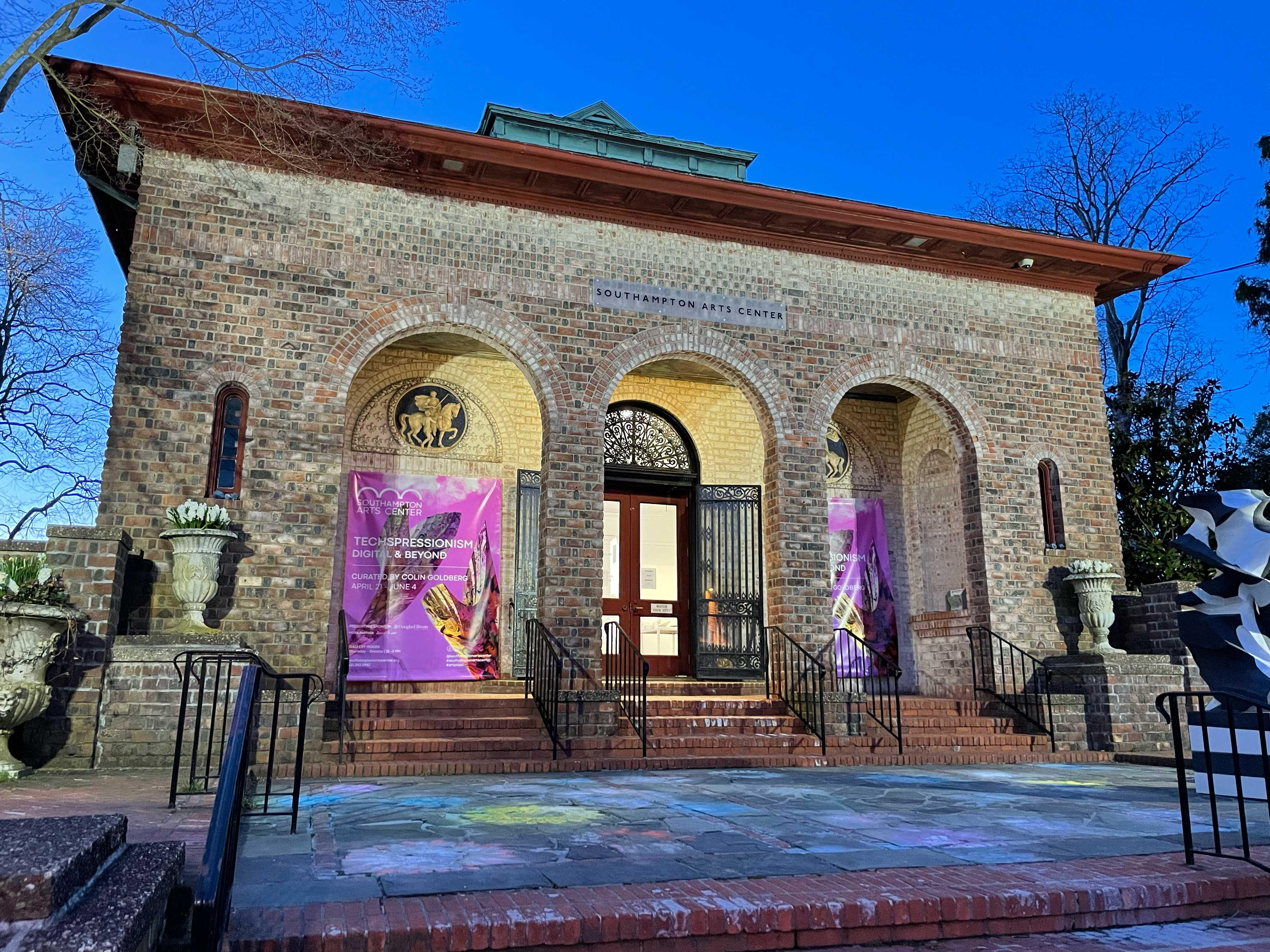
Southampton Arts Center (vue extérieure)

En 2022, Goldberg a organisé et dirigé Techspressionism: Digital and Beyond, la première exposition physique d'œuvres techspressionnistes, qui a ouvert ses portes au Southampton Arts Center le 21 avril de la même année.
Le spectacle comprenait les œuvres de plus de 90 artistes travaillant avec la technologie de plus de 20 pays, dont l'Afghanistan, l'Australie, la Belgique, le Brésil, le Canada, les îles Canaries, la République tchèque, la France, l'Allemagne, Hong Kong, l'Inde, l'Iran, l'Italie, les Pays-Bas, le Pérou, Porto Rico, la Russie, Taïwan, la Turquie, l'Ouganda, l'Ukraine et les États-Unis.